# Tassili n'Ajjer
O Tassili n'Ajjer, localiza-se num altiplano montanhoso na província de Wilayas, região de Illizi e Tamanghasset, no sudeste da Argélia, nas suas fronteiras com a Líbia, o Níger e Mali. É um dos mais importantes sítios arqueológicos do mundo. Uma impressionante coleção de arte rupestre pré-histórica, com mais de 15 mil gravuras esculpidas, desenhadas e pintadas nas rochas. Tassili n'Ajjer retrata as inúmeras mudanças climáticas ocorridas por séculos na região, a passagem milenar das migrações animais e a evolução constante da espécie humana ao longo da fronteira do Deserto do Saara desde 10 000 a.C. até os primeiros séculos da presente era. Pesquisas arqueológicas revelaram a presença humana constante na região há milênios, suas adaptações, por ser inóspita a região e com indícios, inclusive, da prática da atividade do pastoreio séculos antes da era cristã. As formações geológicas pela ação do vento, chuva, séculos, formaram uma região de beleza impressionante nas rochas de arenito, criando verdadeiras "florestas" rochosas.

## Patrimônio Mundial - UNESCO

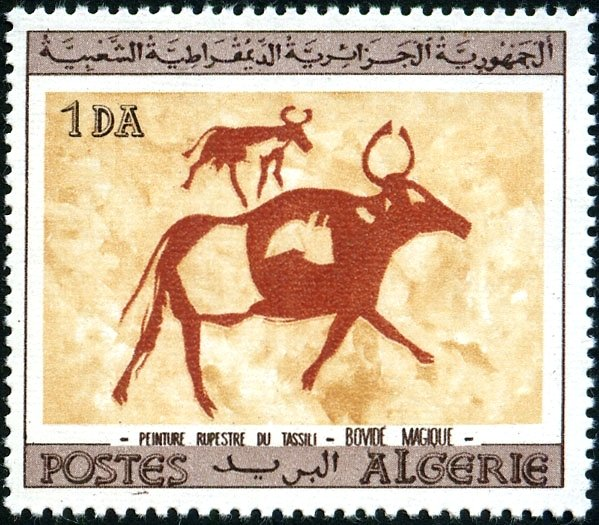
Selo argelino de 1966 com as pinturas rupestres de Tassili

A região de Meddah foi declarada parque nacional em 1972. Em 1979 novas áreas no entorno, após novas descobertas arqueológicas, foram adicionadas e a região de Tassili n'Ajjer foi declarada como monumento histórico nacional da Argélia.
Em 1982 o Comitê do Patrimônio Mundial, órgão executivo da WHC - World Heritage Convention (Convenção do Patrimônio Mundial) da UNESCO em sua quarta (6ª) sessão homologou a inscrição, declarando e incluindo o Tassili n'Ajjer na Lista do Patrimônio Mundial na Argélia - Região Estados Árabes.
Em 1986 a área do parque nacional foi ampliada de 300 mil hectares (3 000 mil km²) para 7 milhões e 200 mil hectares (72 000 km²), englobando, oficialmente, junto ao sítio arqueológico já reconhecido como Patrimônio Mundial pela UNESCO, todo o Planalto de Tassili, que possui variados micro-sistemas naturais e diversas espécies de flora e fauna endêmicas, sendo assim também incluído na Reserva da Biosfera da UNESCO, ao abrigo do Programa Homem e a Biosfera.

## A Região
O Planalto de Tassili n'Ajjer é extremamente árido, mas contém vários microclimas sub-áridos habitat de raríssimas espécimes da fauna e flora da costa africana do Mar Mediterrâneo. Nas montanhas de Hoggar encontram-se as últimas 240 árvores de Cipreste do espécime Tarout (Cipressus dupreziana), além das raras - Oliveira selvagem (Olea lapperinei)  e a Murta do Saara (Myrtus nivelii).
Sua fauna é diversificada e com vários espécimes únicos no mundo. Variados peixes, incluindo quatro espécies de tilapia e também camarões de água doce, nos cursos de água permanentes, onde outrora vivia a única população de crocodilos-anões da região, infelizmente extinta no século passado. Na região vivem 23 espécies de mamíferos, típicas de climas áridos, que incluem o carneiro da Barbária (Ammotragus lervia) com diminuta população, e que já havia sido considerado extinto na região, o Lince-do-Deserto (Felix caracal), a chita (Acinonyx jubatus) e a gazela (Gazella dorcas). Existem algumas espécies perigosamente ameaçadas, como Ctenodactylus vali e o hyrax (Procavia capensis) (ou P. syriaca). As espécies de antílopes (Hippotragus equinus), (Addax nasomaculatus) e (Oryx dammah) desapareceram da região.

## Galeria

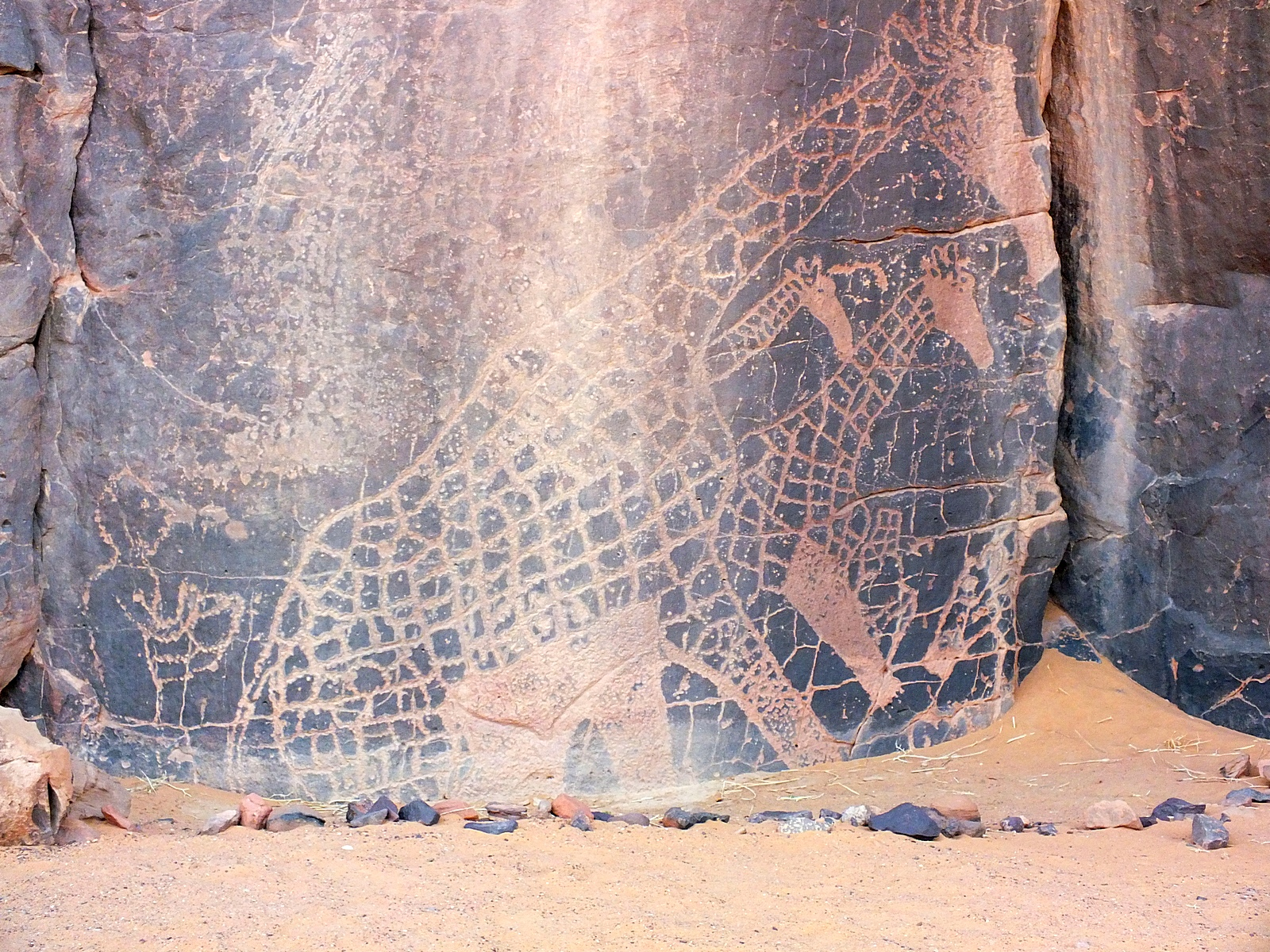
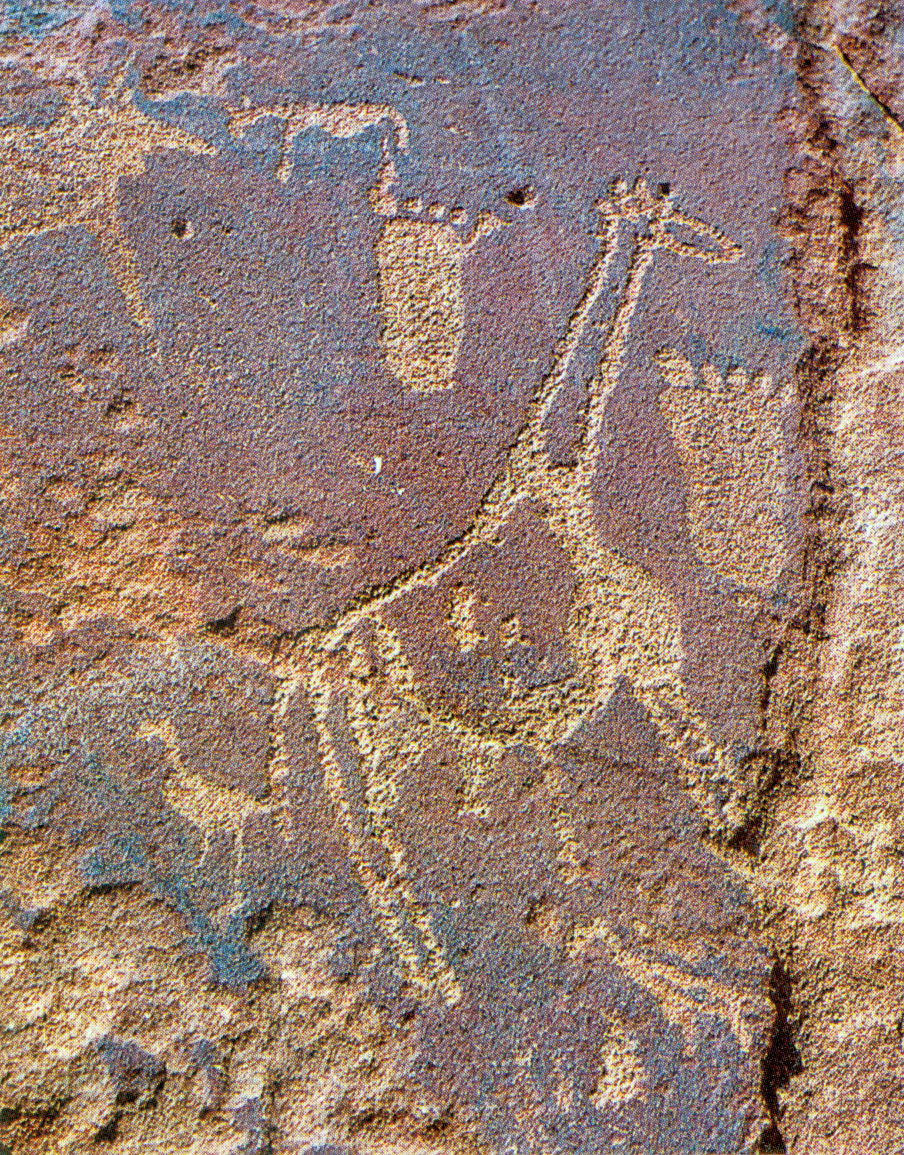
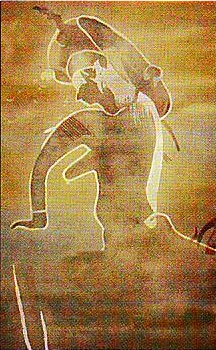
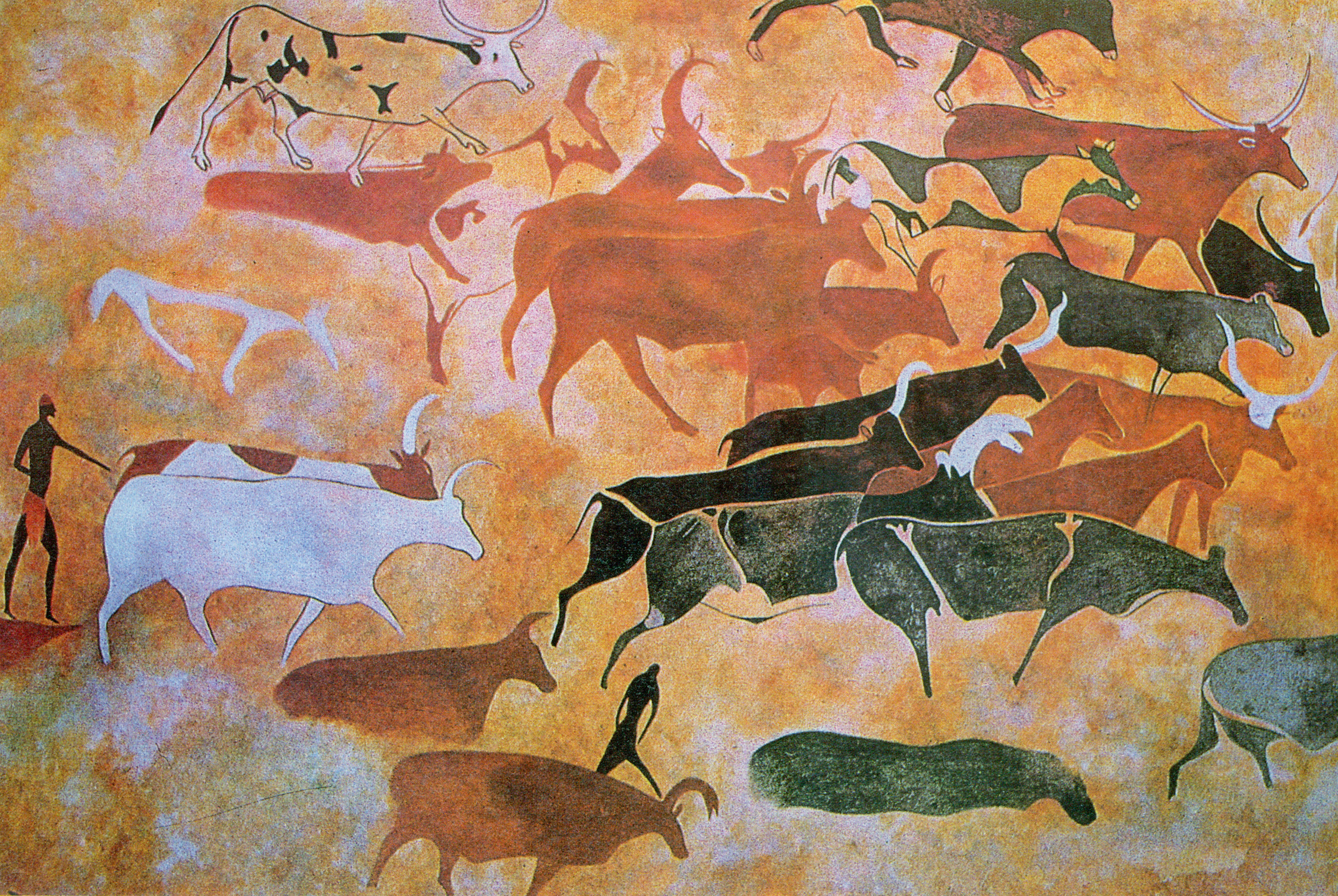
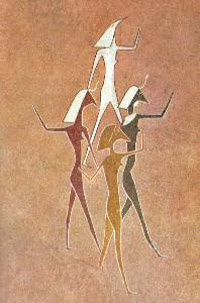
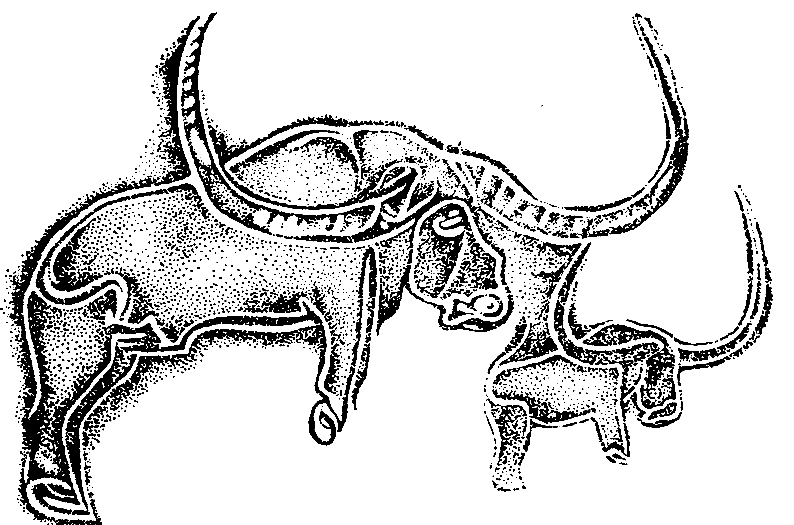
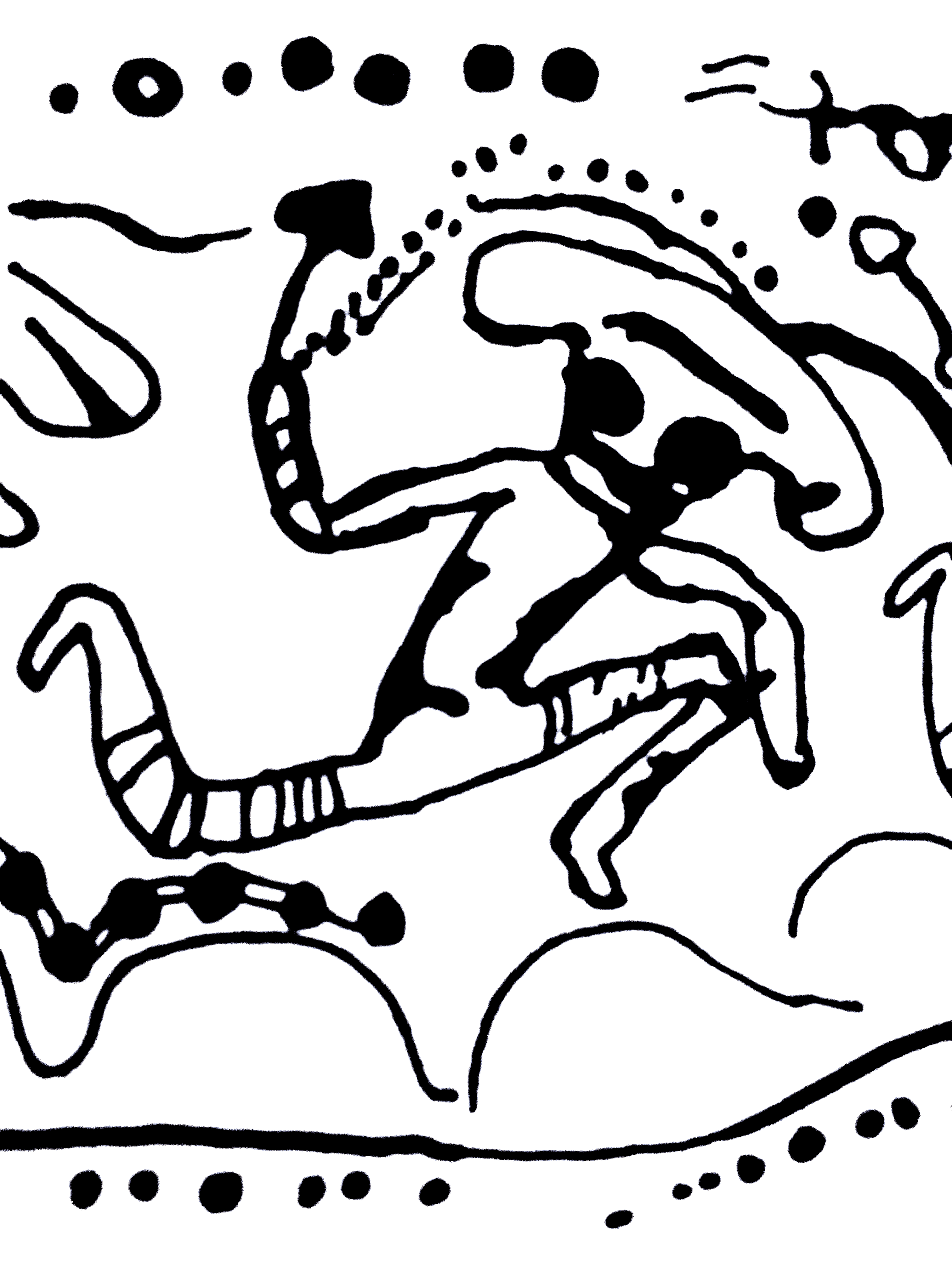
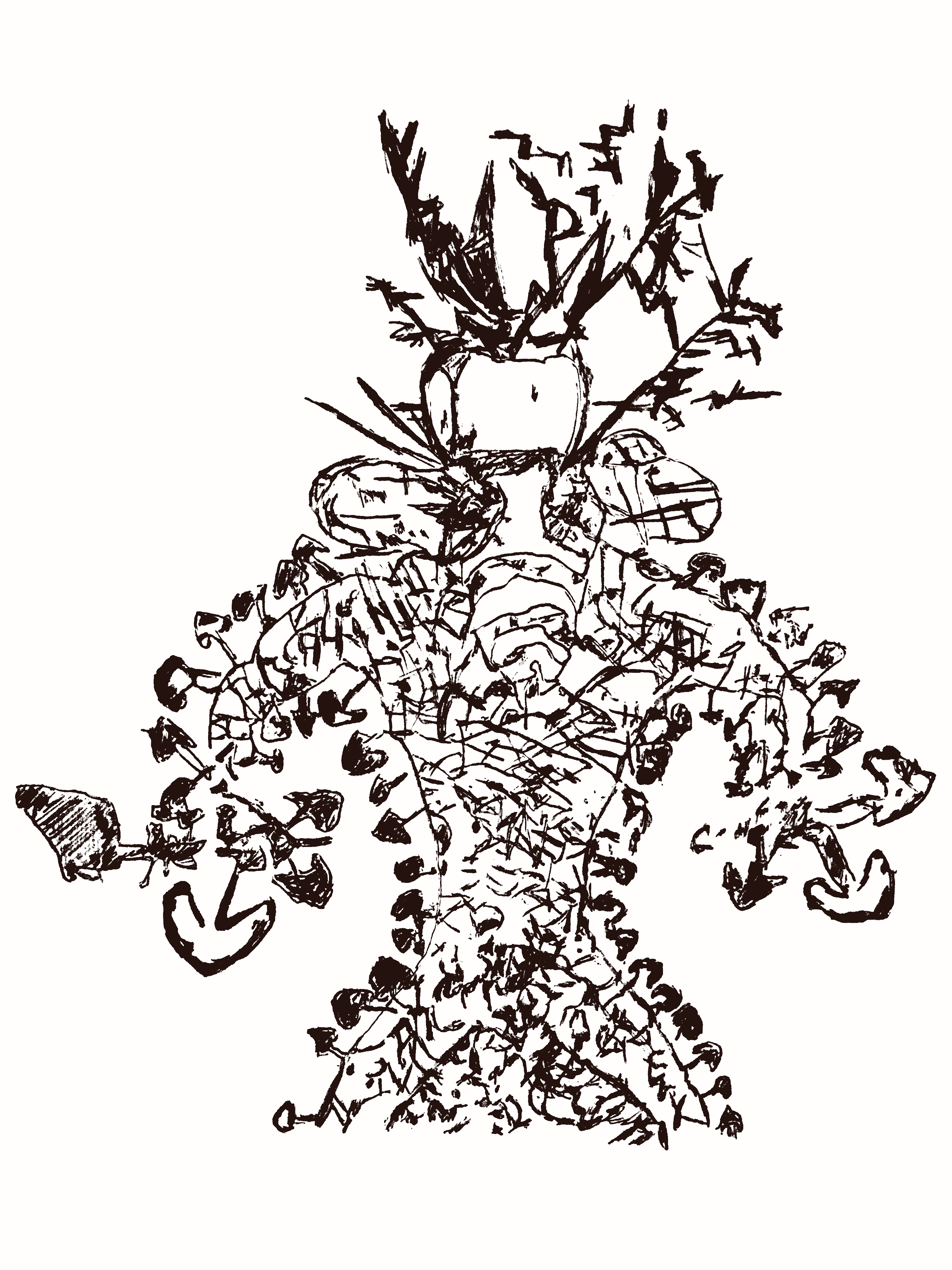